# Veľký Javorník (Malé Karpaty)
Veľký Javorník (594 m n. m.) je vrchol Malých Karpat, ležící 5 km západně od Svatého Jura.
Na vrcholu je vytyčené ochranné pásmo, jehož součástí je samostatně stojící sekundární přehledový radar  pro Letové a provozní služby Slovenské republiky .

## Přístup
Po žluté značce, na trase mezi Svatým Jurom a hájovnou Biely kríž, po vyjití z lesa se dostáváme na palouček. V její bezprostřední blízkosti prochází zpevněná cesta - odbočíme na ní doprava. Po ní se vydáme severním směrem a po zhruba 100-120 metrech uvidíme po pravé straně snadno identifikovatelnou odbočku - zpevněnou (betonovou) přístupovou cestu na vrchol Velký Javorník. Tato cesta nás přivede těsně pod vrchol. Samotný vrchol je veřejnosti nepřístupný a oplocený, nakolik se na něm nachází pracoviště Letových provozních služeb SR.
V blízkosti se nachází jiný významný bod - vrchol Malý Javorník.
- značka z Neštichu vede převážně jižním svahem